# Frederik Vilhelm af Slesvig-Holsten-Sønderborg-Augustenborg
Frederik Vilhelm af Slesvig-Holsten-Sønderborg-Augustenborg (18. november 1668 – 3. juni 1714 var en sønderjysk hertug ud af den oldenborgske slægt.

## Biografi
Frederik Vilhelm var yngste søn af hertug Ernst Günther 1. af Augustenborg og hertuginde Augusta. Under forhandlingerne med Griffenfeld om et ægteskab med hans søster fik han 1675 stillet det indbringende domprovsti i Hamborg og posten som guvernør på Als i udsigt efter sin fader. Domprovstiet fik han allerede 1676 ved præsident Kielmannsegges død. Ved faderens død 1689 blev moderen efter hans testamente siddende i uskiftet bo med ret til at ordne arvefølgen. Dette udførte hun ved sit af kongen stadfæstede testamente (1692) således, at den ældste levende søn, Ernst August, der var konverteret katolicismen, blev udelukket til fordel for Frederik Vilhelm, der omtrent samtidig udnævntes til guvernør på Sønderborg. Da Ernst August imidlertid igen vendte tilbage til den lutherske tro, gik guvernørembedet over til ham (1695), og han bosatte sig nu i Sønderborg. Efter moderens død i 1701 tiltrådte Frederik Vilhelm arven, der omfattede Augustenborg, Rumohrsgaard og Evelgunde. 1703 købte han hertil den gamle herregård Avnbølgaard i Sundeved. Han var dansk generalmajor. Han blev efterfulgt som hertug af sin søn Christian August.

## Ægteskab og børn
Frederik Vilhelm giftede sig den 27. november 1694 i Hamburg med Sophie Amalie Ahlefeldt, der var datter af storkansleren greve Frederik Ahlefeldt af Gråsten og Langeland i hans ægteskab med Maria Elisabeth af Leiningen-Dagsburg-Hardenburg. Hun døde 24. december 1741. Frederik Vilhelm og Sophie Amalie fik 5 børn:
| Navn                        | Født                        | Død                         | Bemærkninger |
| Med Sophie Amalie Ahlefeldt | Med Sophie Amalie Ahlefeldt | Med Sophie Amalie Ahlefeldt | Med Sophie Amalie Ahlefeldt |
| --------------------------- | --------------------------- | --------------------------- | --- |
| Christian August 1.         | 4. august 1696              | 20. januar 1754             | Hertug af Slesvig-Holsten-Sønderborg-Augustenborg 1714–1754 Gift 1720 med komtesse Frederikke Louise Danneskiold-Samsøe (1699–1744) |
| Charlotte Marie             | 5. september 1697           | 30. april 1760              | Gift 1726 med Hertug Philip Ernst af Slesvig-Holsten-Sønderborg-Glücksborg (1673–1729)                                              |
| Louise Sophie               | 21. marts 1699              | 16. oktober 1765            | |
| Auguste Vilhelmine          | 8. juli 1700                | 8. juli 1700                | |
| Frederik Karl               | 10. november 1701           | 29. juli 1702               | |

## Eksterne links
- Hans den Yngres efterkommere Arkiveret 24. oktober 2020 hos  Wayback Machine